# Chaetophractus vellerosus
Chaetophractus vellerosus är en däggdjursart som först beskrevs av Gray 1865. Chaetophractus vellerosus ingår i släktet hårbältor, och familjen Dasypodidae. IUCN kategoriserar arten globalt som livskraftig.

## Utseende
Arten blir med svans 265 till 420 mm lång, svanslängden är 77 till 138 mm och vikten varierar mellan 0,5 och 1,3 kg. Djuret har 31 till 56 mm långa bakfötter och 22 till 31 mm stora öron. Chaetophractus vellerosus kännetecknas av en smal bål. På skölden förekommer tanfärgade hår.

## Utbredning och ekologi
Denna hårbälta förekommer i Sydamerika öster om Anderna från Bolivia till centrala Argentina. Underarten C. v. pannosus är en avskild population som lever i området kring Buenos Aires. Arten vistas i låglandet och i låga bergstrakter upp till 1000 meter över havet. Den lever i öknar och halvöknar med sandig jord där den kan gräva sina bon. Chaetophractus vellerosus är även vanlig i jordbruksområden.
Exemplaren är under sommaren nattaktiva och under vintern dagaktiva. De klarar sig en längre tid med endast vätskan som finns i födan. Det underjordiska boet har flera tunnlar och ingångar som stängs vid längre vistelser i boet. Reviret är minst 3,4 hektar stort. Födan varierar beroende på årstid mellan insekter och olika växtdelar. Dessutom äter arten små ryggradsdjur. När exemplaren äter hamnar en större mängd sand i magsäcken. Före vintern skapar denna bälta ett fettskikt. Infångade exemplar skriker högt.

## Underarter
Arten delas in i följande underarter:
- C. v. pannosus
- C. v. vellerosus

## Bildgalleri

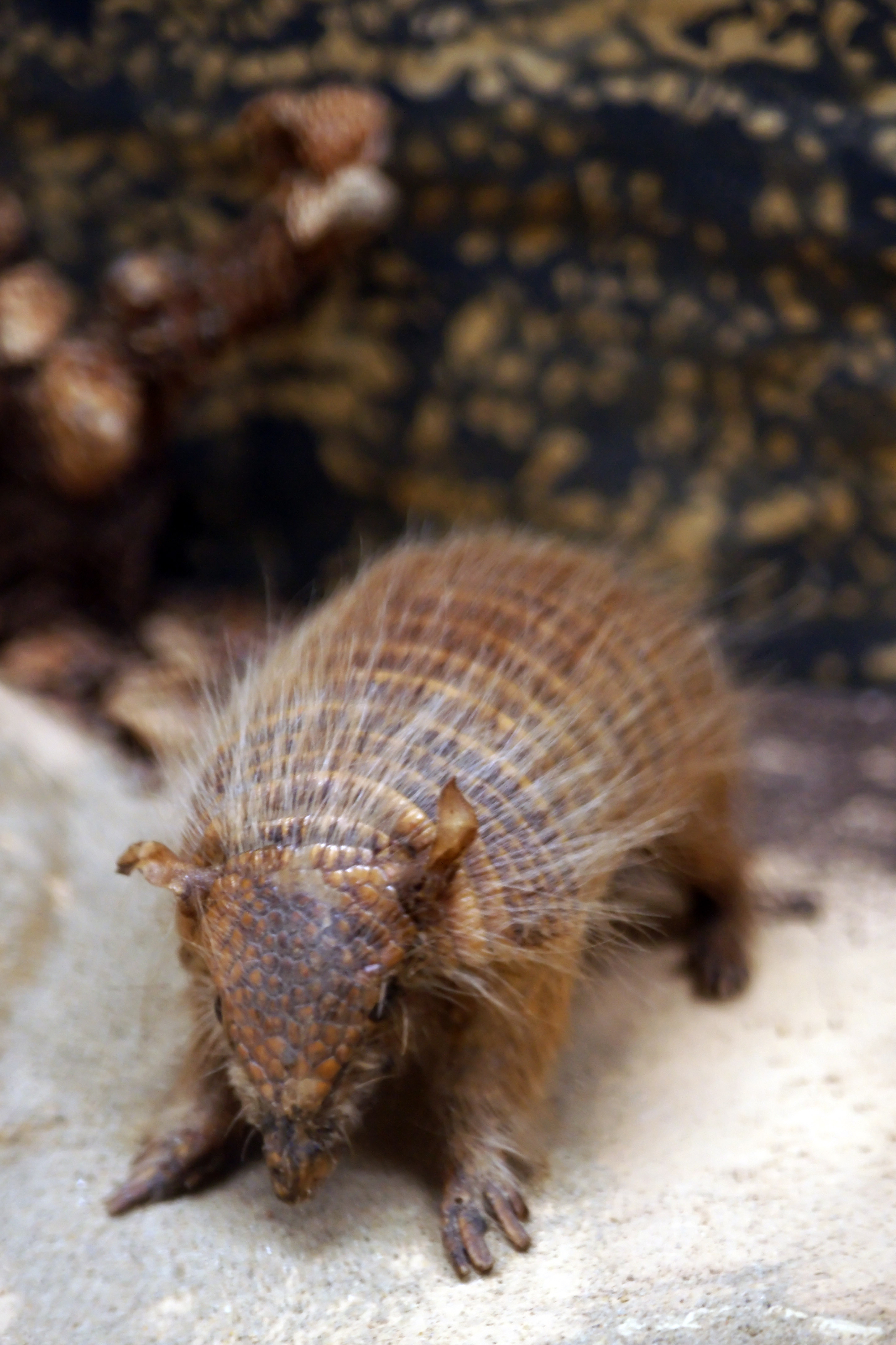
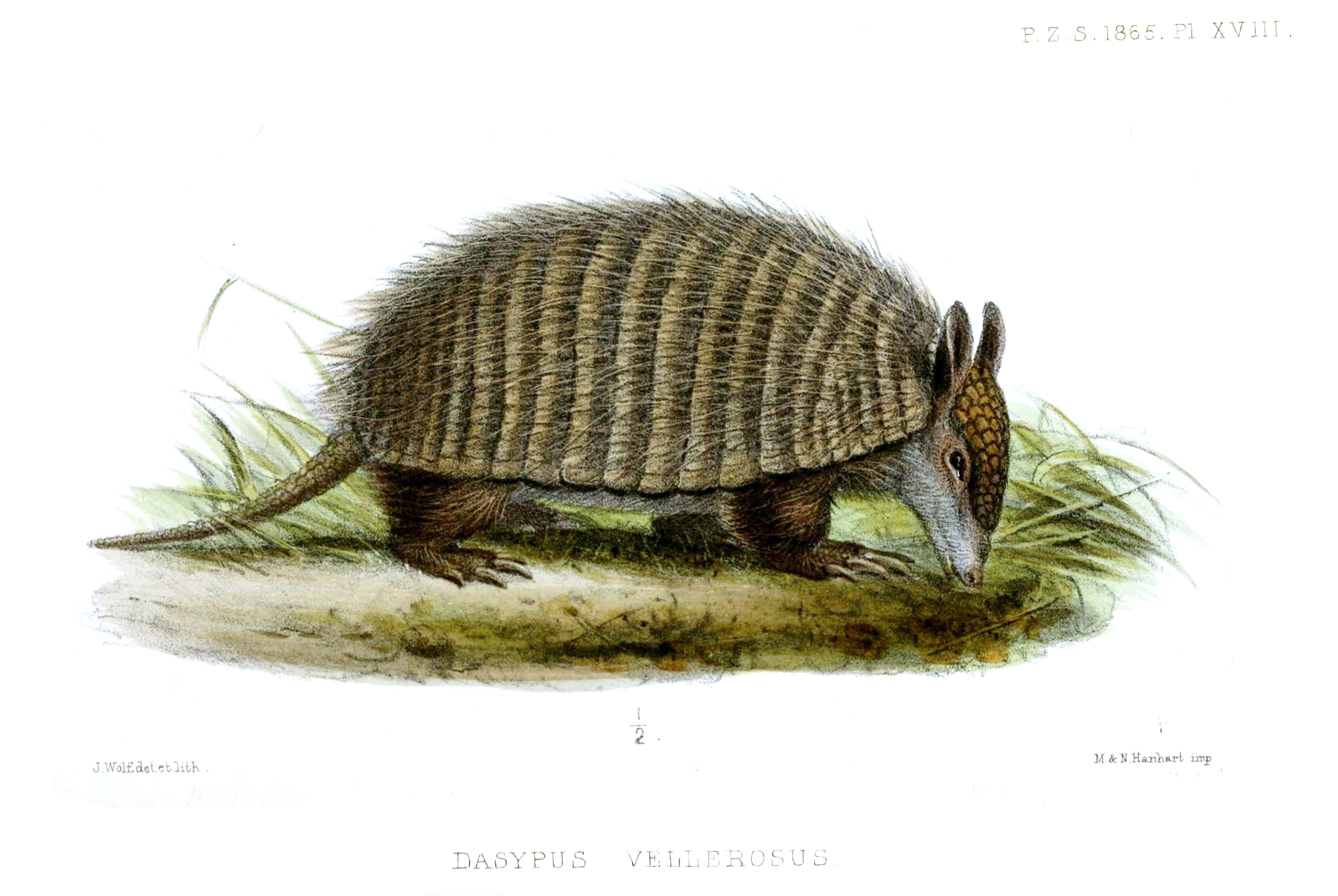